# Oliviero Carafa
Pour les articles homonymes, voir Olivier (homonymie) et Carafa.
Pour les autres membres de la famille, voir Famille Carafa.
Oliviero Carafa ou Olivier Carafa, le cardinal de Naples (né à Torre del Greco, le 10 mars 1430, et mort à Rome, le 20 janvier 1511) est un cardinal italien du XVe siècle et du début du XVIe siècle.
Il est le demi-oncle du cardinal Gianvincenzo Carafa (1527). Les autres cardinaux de sa famille sont Filippo Carafa della Serra (1378), Gian Pietro Carafa (1536), le futur pape  Paul IV, Carlo Carafa (1555), Diomede Carafa (1555), Alfonso Carafa (1557), Antonio Carafa (1568), Decio Carafa (1611), Pier Luigi Carafa (1645), Carlo Carafa della Spina (1664), Fortunato Ilario Carafa della Spina (1686), Pierluigi Carafa, iuniore (1728), Francesco Carafa della Spina di Traetto (1773), Marino Carafa di Belvedere (1801) et  Domenico Carafa della Spina di Traetto (1844).

## Biographie
Issu de la famille Carafa, Oliviero Carafa, né en 1430, étudie dans sa ville natale Naples, recevant une éducation soignée. Il est élu archevêque de Naples en 1458, à peine vingt-sept ans, charge qu'il délaisse en 1484 en faveur de son frère Alessandro. Oliviero Carafa est fait cardinal par le pape Paul II lors du consistoire du 18 septembre 1467 à la demande du roi de Naples.
À partir de 1478, il est vice-doyen du Collège des cardinaux et de 1492 à 1511, il est doyen du Collège des cardinaux.
Le cardinal Carafa est administrateur apostolique du diocèse de Salamanque en 1491-1494, du diocèse  de Rimini en 1495-1497, du diocèse de Chieti en 1500-1501  et de l'archidiocèse de Naples en 1503-1505, après la mort de son frère. Carafa est nommé administrateur du diocèse de  Cajazzo en 1506-1507  et du diocèse de Terracina en 1507-1510. Carafa est aussi abbé commendataire de diverses abbayes importantes.
Il participe aux conclaves de 1471 (élection de Sixte IV), de 1484 (élection d'Innocent VIII), de 1492 (élection d'Alexandre VI) et aux deux conclaves de 1503 (élection de Pie III et de Jules II). Lors du conclave de 1492, il était pressenti par plusieurs pour être élu Pape, mais aurait perdu le vote à la toute fin lorsque son rival milanais, Ascanio Sforza, se rangea du côté de Rodrigo Borgia (Alexandre VI).
Outre sa carrière ecclésiastique, le cardinal Carafa fut célèbre pour son opposition énergique aux Turcs, alors tout puissant en Méditerranée : en 1472, il prit les commandes de la flotte papale et remporta contre les Turcs une victoire qui lui permit de récupérer la ville d'Antalya pour le compte de la république de Venise.
Carafa était très proche de l'ordre dominicain, dont il fut le cardinal protecteur, et il fut particulièrement attaché à la basilique de Santa Maria sopra Minerva à Rome et à son couvent, gérés par les Dominicains, où il fit bâtir sa chapelle funéraire.

## Mécène et patron des arts

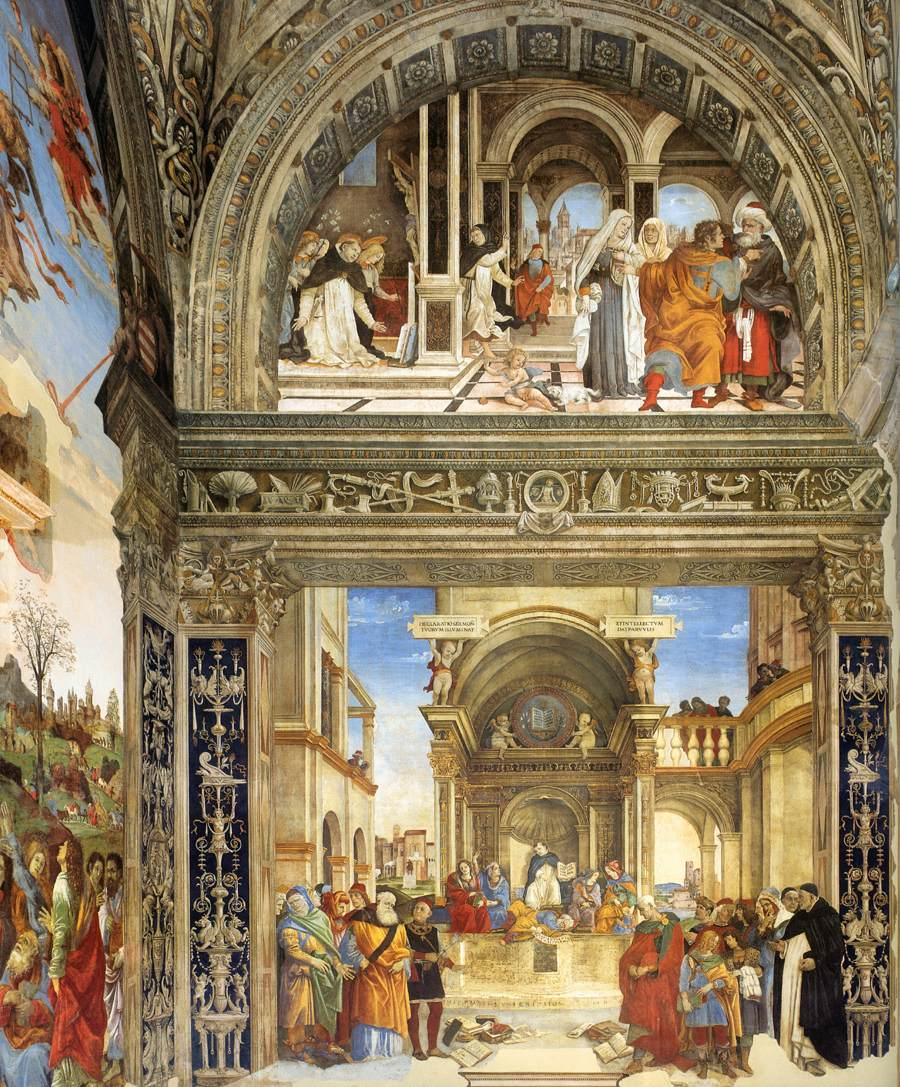
Mur de droite de la chapelle Carafa avec Saint Thomas triomphant des hérétiques de Filippino Lippi.

Les revenus du cardinal Carafa étaient estimés à 12 000 ducats par an.
Sa richesse lui permit d'être un mécène des arts et des lettres. Le cardinal est connu pour sa protection des premiers imprimeurs romains. De son temps, la bibliothèque qu'il avait constituée comptait parmi les plus importantes collections livresques en mains privées d'Italie. Carafa fut aussi un bienfaiteur pour les villes de Rome, où il effectua toute sa carrière ecclésiastique, et de Naples, sa ville natale, où il fit bâtir et rénover des églises, des hôpitaux et des monastères.
À Rome, il établit sa résidence dans un palais de la famille Orsini dans le quartier de Parione, ordonnant des travaux pour remodeler la structure dans le style Renaissance. C'est lors de ces travaux de restructuration qu'une statue antique fut retrouvée et, sur ordre du cardinal, installée contre l'un des murs du palais le long de la voie publique. Baptisée Pasquino par le peuple, elle devint rapidement la plus célèbre des statues publiques de la ville, les Romains y placardant des diatribes, poèmes satiriques et autres pamphlets concernant la vie dans la cité et souvent critiques envers le pape et le clergé, tradition qui se perpétue encore de nos jours. Le palais du cardinal Carafa a disparu au XVIIIe siècle, remplacé par le Palais Braschi .
C'est cependant dans la villa qu'il se fit bâtir sur la colline du Quirinal que l'intérêt pour l'antique de Carafa transparaissait. À l'écart de l'agitation de la ville, c'est dans cette résidence qu'il conservait la collection épigraphique et de statues romaines qu'il avait rassemblée. C'est à partir de cette villa, disparue, que, quelques décennies plus tard, le palais du Quirinal, résidence papale et aujourd'hui siège de la présidence de la République italienne, fut construit.
Cardinal Protecteur de l'Ordre dominicain à partir de 1478, Carafa se montra  généreux envers l'église Santa Maria sopra Minerva et son monastère, l'un des principaux sites dominicains de Rome.
Il commanda notamment à Filippino Lippi les fresques de la chapelle Carafa, réalisées entre 1488 et 1493, et qui constituent les premières œuvres de l'artiste florentin dans la cité éternelle. Le cardinal Carafa a choisi de faire de cette chapelle, jusque-là dédiée à la Vierge, sa chapelle funéraire. Les peintures murales de Lippi s'organisent autour du thème de l'Annonciation et de la vie de saint Thomas d'Aquin, dont Carafa était un descendant par sa famille maternelle. Le Pape Paul IV, son neveu, fut également enterré dans cette chapelle, cinquante ans plus tard et la construction de son tombeau entraîna la destruction d'une partie des fresques de Lippi. 
En 1500, Oliviero Carafa chargea Bramante de construire le célèbre cloître de Santa Maria della Pace, qui constitue sa première œuvre architecturale à Rome et l'un des chefs-d'œuvre de l'architecture de la Renaissance.
À la cathédrale de Naples, il chargea, en 1497, un autre sculpteur et architecte, Tommaso Malvito, de réaliser la chapelle du Succorpo (peut-être sur des plans de Bramante). Il s'agit d'une nouvelle crypte aménagée au cœur du sanctuaire et destinée à abriter dans un cadre somptueux les reliques du saint patron de Naples, Saint Janvier : cette crypte de style Renaissance, d'inspiration antiquisante et ornée des armoiries de la famille Carafa, comprend une statue du cardinal agenouillé dans l'attitude de la prière réalisée par Tommaso Malvito ou bien par son fils. Face à la statue du cardinal, à l'autre extrémité de la chapelle se trouve la dépouille du saint. C'est le principal ensemble d'époque renaissance de la cathédrale napolitaine. Le cardinal Carafa fut un temps enterré dans le Succorpo avant de rejoindre sa tombe définitive dans la chapelle Carafa à Santa Maria sopra Minerva à Rome.